# Joey Castle
Pour les articles homonymes, voir Castle.
Joey Castle (de son vrai nom Joseph John Castaldo  né le 24 juin 1942 à New York et décédé le 15 décembre 1978) est un chanteur de rockabilly américain.

## Biographie
À l'âge de 16 ans Joey Castle enregistre pour son compte en juillet 1958 quelques morceaux de rockabilly, qu'il présente au label RCA.
Une annonce parue dans Billboard daté du 21 juillet 1958 présente Joey Castle comme « le nouveau roi du Rock'N'Roll », le label RCA pensant alors avoir trouvé une nouvelle star. Ces prédictions ne se réaliseront pas, la carrière de Joey Castle entre 1958 et 1963 restera confidentielle.
Après quelques années Joey réalisera un autre enregistrement True Lips en 1976 sous le nom de Cliff Rivers. Joey Castle est décédé d'une tumeur au cerveau le 15 décembre 1978. La plus grande partie de sa discographie a été éditée par le label allemand Bear Family Records.